# Lehr-Lern-Forschung
Die Lehr-Lern-Forschung (auch Lehr-Lernforschung) umfasst die Beschreibung, Erklärung und wissenschaftliche Untersuchung von Lehr-Lern-Prozessen in institutionalisierten Lernsituationen (a). Sie hat in der Erziehungswissenschaft seit der empirischen Wende in den letzten Jahren eine zentrale Rolle gewonnen. Mehrere interdisziplinäre Lehrstühle wurden eingerichtet.

## Nähere begriffliche Eingrenzung
Die Lehr-Lern-Forschung ist keine selbstständige Disziplin, sondern vereint Theorien und Forschungen der Pädagogischen Psychologie und Instruktionspsychologie mit empirischer Bildungsforschung, den Fachdidaktiken wie auch der Allgemeinen Didaktik. Dabei geht es um die konkreten Handlungen des Lernens in verschiedenen Kontexten, wie sie durch Lehren angeregt, angeleitet und durch die Interaktion zwischen Lehrenden und Lernenden motiviert und reflektiert werden. Effekte von Institutionen oder Bildungssystemen werden einbezogen, insofern sie diese Interaktion rahmen und beeinflussen. Zur Prüfung ihrer Modelle und Theorien verwendet die Lehr-Lern-Forschung empirische Methoden.
Einen Schwerpunkt bilden fächerübergreifende Kompetenzen. Auf der Seite der Lernenden zählen dazu Fähigkeiten zum selbstregulierten Lernen, Lernen mit Neuen Medien und Problemlösen. Auf der Seite der Lehrenden fallen darunter allgemein-pädagogische Kenntnisse, um die Lehr-Lernsituationen differenziert betrachten und reflektieren zu können. Nicht nur Wissen, Forschungsergebnisse, Methoden und Fragen sind für ein Fachgebiet durch Lernen zu erwerben, sondern auch ein Verständnis für eine Disziplin. Zwischen didaktischen und epistemologischen Aspekten des Lehrens und Lernens gibt es daher grundlegende Beziehungen. 

## Themen der Lehr-Lern-Forschung
Im Rahmen der Lehr-Lern-Forschung werden u. a. folgende Ansätze, Konzepte und Perspektiven untersucht:
- Lerntheorien: Diese werden auf normativer, deskriptiver und präskriptiver Ebene entwickelt und diskutiert. Auf der normativen Ebene geht es darum, wie die eigene Forschung in die Lehr-Lerntheorien eingeordnet werden kann. Auf der deskriptiven Ebene wird die empirische Erforschung von Lernprozessen betrachtet. Auf der präskriptiven Ebene wird die Anwendung der Lehr-Lerntheorien auf die didaktischen Prozesse untersucht.[2] Darüber hinaus haben sich im Rahmen der pädagogischen und psychologischen Lehr-Lern-Forschung verschiedene grundlegende theoretische Perspektiven entwickelt. Dazu gehören u. a. der Behaviorismus, Kognitivismus, Konstruktivismus, konnektionistische und sozio-kulturelle Ansätze.
- Lerntypen, Lernstile, Lernstrategien und Lernmuster: Eine Unterscheidung dieser Begriff erfolgt in der Literatur nicht einheitlich. Lerntypen werden eher mit den Sinneskanälen und Eigenschaften einer Person verbunden, während Lernstile „relativ stabile kognitive und affektive Verhaltensweisen eines Individuums darstellen,“[3] also auf die Fähigkeiten der Person hinweisen.
- Student Engagement und partizipativem Lernen: Es hat sich gezeigt, dass partizipatives Lernen ein wichtiger Faktor ist, um das Student Engagement zu fördern. Partizipation ist nicht nur eine didaktisch herausfordernde Aufgabe im Schulunterricht wie auch in der Hochschullehre, sondern auch eine systemische Aufgabe im Hochschulsystem als Ganzes.[4] Partizipation gehört mit dem Recht auf Bildung zu den sozialen Menschenrechten. Partizipatives Lernen kann die Motivation fördern, das Engagement steigern und die Zufriedenheit der Studierenden erhöhen.[5][6]